# Tamsen Donner
Tamsen Eustis Donner (Newburyport, Massachusetts, 1 de noviembre de 1801-Sierra Nevada, California, marzo de 1847) fue una maestra y pionera de la colonización del oeste estadounidense, esposa de George Donner, líder de la fallida Expedición Donner que durante el invierno de 1846 a 1847 quedó atrapada en la Sierra Nevada, teniendo que recurrir los supervivientes al canibalismo sobre algunos muertos para sobrevivir.

## Vida
Tamsen nació el 1 de noviembre de 1801 en una familia acomodada y respetable de Newburyport (Massachusetts). Después de graduarse como maestra, comenzó a ejercer como tal en Maine. Posteriormente, se le ofreció trabajo en una academia en Elizabeth City (Carolina del Norte) y ella no dudó en aceptar y trasladarse. Allí, hacia 1828 conoció y se casó con Tully Dozier. En una carta a su familia escribió: "No pretendo jactarme de mi marido, pero lo encuentro uno de los mejores hombres: cariñoso, trabajador y poseedor de un corazón recto, estos son los requisitos para hacer que la vida pase sin problemas". A finales de 1829 dio a luz un hijo. Su salario como profesora y los ingresos de la granja de Tully les garantizaban una vida cómoda. Pero la salud de su esposo e hijo empezaron a resentirse y ella combinaba su trabajo con su cuidado. Durante una epidemia de gripe en el invierno de 1830 a 1831, ambos murieron y ella perdió otro hijo que había nacido prematuro. Muy afectada, encontró consuelo en su fuerte fe religiosa.
En el verano de 1832, mientras visitaba a su familia en Massachusetts, recibió una carta de su hermano que vivía en Illinois. Reciente viudo también, le pedía que viniera a ayudarlo a criar a sus hijitos huérfanos. Aceptó y buscó allí trabajo como maestra de escuela. Un día que paseaba con sus alumnos enseñándoles botánica, conoció a George Donner, un rico terrateniente dos veces viudo. Describió a George como: "un hombre grande, de seis pies de alto, con pelo negro salpicado de plata, de caracter alegre y temperamento fácil, y los vecinos acuden a él para pedir consejo y amistad". Se casaron el 24 de mayo de 1839 y en los seis años siguientes Tamsen dio a luz tres niñas: Frances, Georgia y Eliza. Era feliz. Las tierras de George eran rentables y vivían en una casa grande. En una carta a casa, Tamsen le escribió a su hermana: "Encuentro a mi esposo un amigo amable, que hace todo lo posible para promover mi felicidad".

## Expedición Donner
George no desperdiciaba oportunidad de medrar económicamente y fue así que decidió emigrar a California en la primavera de 1846, acompañados por el hermano de George, Jacob Donner, y el vecino James F. Reed, todos con sus familias, jornaleros, pertenencias y ahorros. Tamsen escribió desde Independence, Misuri, el punto de partida de las caravanas de pioneros hacia el oeste: "Mi querida hermana, empecé a escribirte hace unos meses, pero puse la carta a un lado para terminarla más tarde. Mis tres hijas están a mi alrededor, tratando de coser, Georgia arreglándose un viejo gorro y Eliza tomando un periódico y haciéndome muchas preguntas. No puedo darte mucha idea de este lugar en este momento. Se supone que habrá 7000 carretas desde aquí esta temporada. Nos vamos a California, a la bahía de San Francisco. Es un viaje de cuatro meses. Tenemos tres carretas amuebladas, con comida, ropa, etc, tiradas por tres yuntas de bueyes cada una, estoy dispuesta a ir y no tengo dudas de que será una ventaja para nuestras hijas y para nosotros". Tamsen pensaba abrir una escuela en California.
La última carta de Tamsen la escribió cerca del río Platte y enviada al Sangamo Diary, un periódico local de Springfield. "Ahora estamos en la Platte, a 200 millas de Fort Laramie. Nuestro viaje hasta ahora ha sido agradable, los carbones de Buffalo son excelentes, se encienden rápidamente y conservan el calor sorprendentemente. Teníamos esta noche los filetes de búfalo asados en ellos y tenían el mismo sabor que habrían tenido en los carbones de nogal".
Pronto todo cambiaría al tomar el Atajo de Hastings. La dura travesía a través de las Montañas Wasatch y el Gran Lago Salado, agotó a los viajeros y rompió la cohesión del grupo. Los pioneros alcanzaron el Lago Truckee y allí quedaron atrapados por una nevada temprana en torno al 31 de octubre de 1846.
George se lesionó una mano reparando una carreta a unas seis millas del lago, en una zona llamada Alder Creek, donde acamparon ambas familias Donner. Creía que los rescatadores del Fuerte Sutter pronto llegarían y los ayudarían a cruzar la Sierra Nevada. Debido al debilitamiento y su edad, la herida, en lugar de curar, se infectó.

## Muerte
Probablemente gracias a su constitución, era pequeña y de complexión fuerte, Tamsen Donner fue uno de los miembros que mejor resistió el hambre y el frío. Cuando el equipo de rescate llegó, meses más tarde, era la que mejor estaba física y mentalmente, pero se negó a abandonar a su marido, que no podía desplazarse porque ya tenía el brazo gangrenado. Dejó ir a sus hijastras, pero prefirió que sus hijas esperaran con ellos al siguiente grupo de rescate. Luego se arrepintió y supuestamente pagó una fuerte cantidad a dos rescatadores para que se llevaran a las niñas con ellos. Se marcharon pero las dejaron abandonadas en el lago. El tercer rescatador que aún permanecía allí las encontró y las trajo de regreso a Alder Creek. Tamsen las dejó partir luego con el siguiente grupo pero ella se negó de nuevo a abandonar a su marido agonizante, aunque le advirtieron que la siguiente partida podría tardar.
Un mes después, en abril de 1847, el único pionero vivo era Lewis Keseberg, que aseguró que un par de semanas atrás Tamsen llegó a su cabaña para morir al día siguiente. Se le encontró una olla con carne humana y en Alder Creek, dentro de la tienda de campaña, sobre su cama, el cadáver de George Donner. Se sospechó que Keseberg hubiera asesinado a Tamsen para alimentarse y robarle, pero él proclamó su inocencia. A pesar de ello, cayó en el ostracismo.